# رنو لتیتیود
رنو لتیتیود (Renault Latitude) خودرویی است که از سال ۲۰۱۰ تا ۲۰۱۵ در بوسان و کره (کشور) تولید شده‌است. طول آن در حالت طبیعی ۴٬۸۹۷ میلیمتر (۱۹۲٫۸ اینچ)، عرض آن در حالت طبیعی ۱٬۸۳۲ میلیمتر (۷۲٫۱ اینچ) و ارتفاع آن در حالت طبیعی ۱٬۴۸۳ میلیمتر (۵۸٫۴ اینچ) است.

## نگارخانه

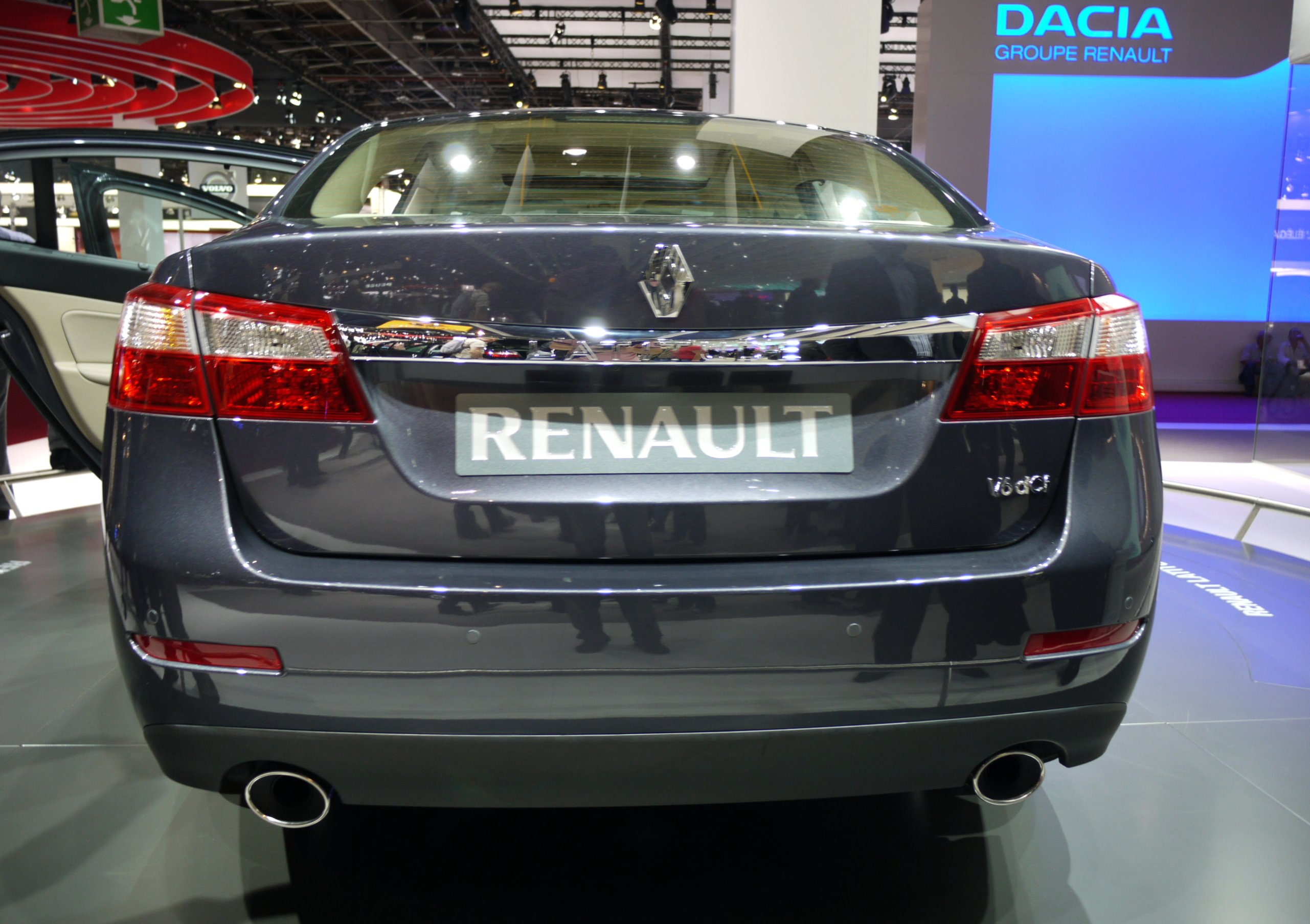
نمای عقب رنو لتیتیود

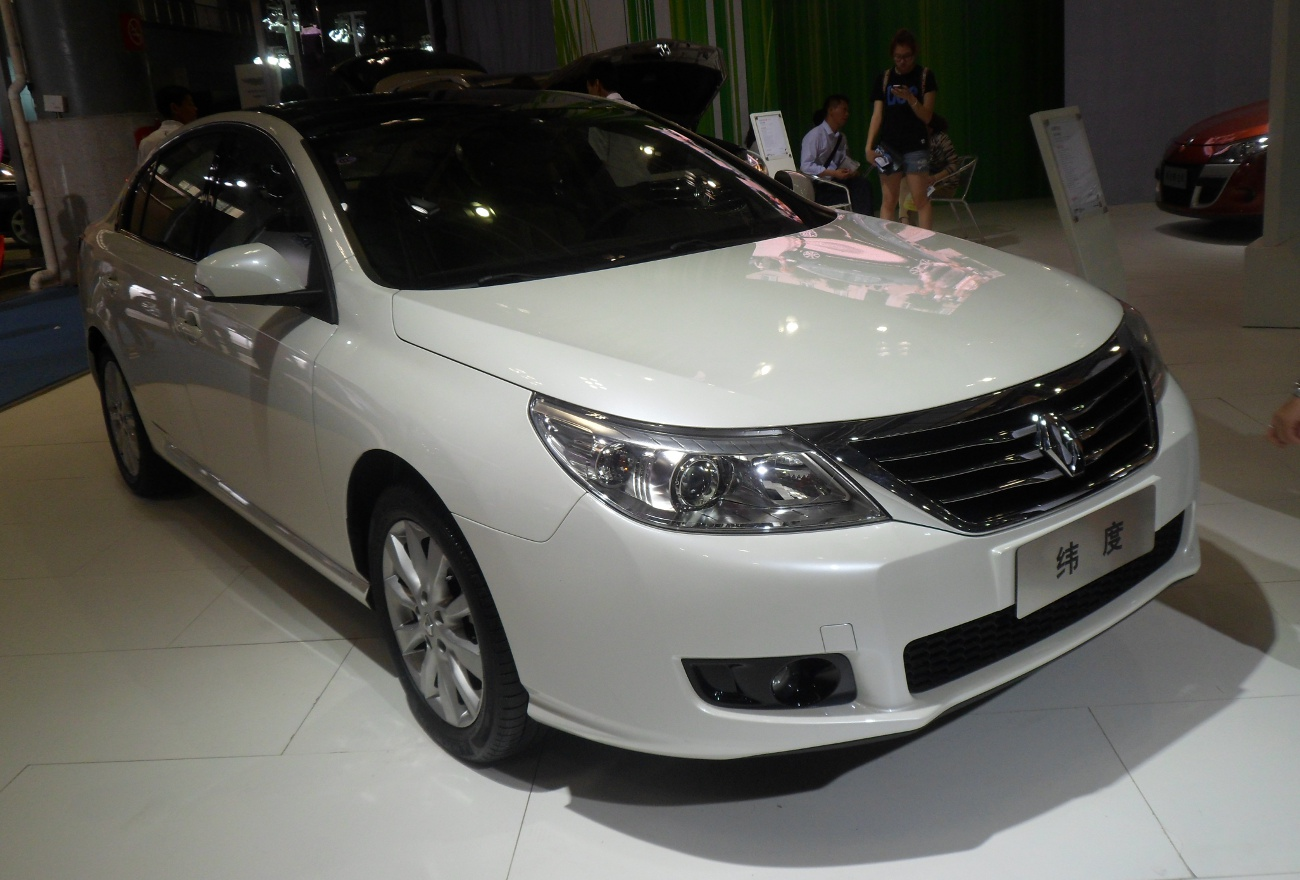
رنو لتیتیود فاز یک

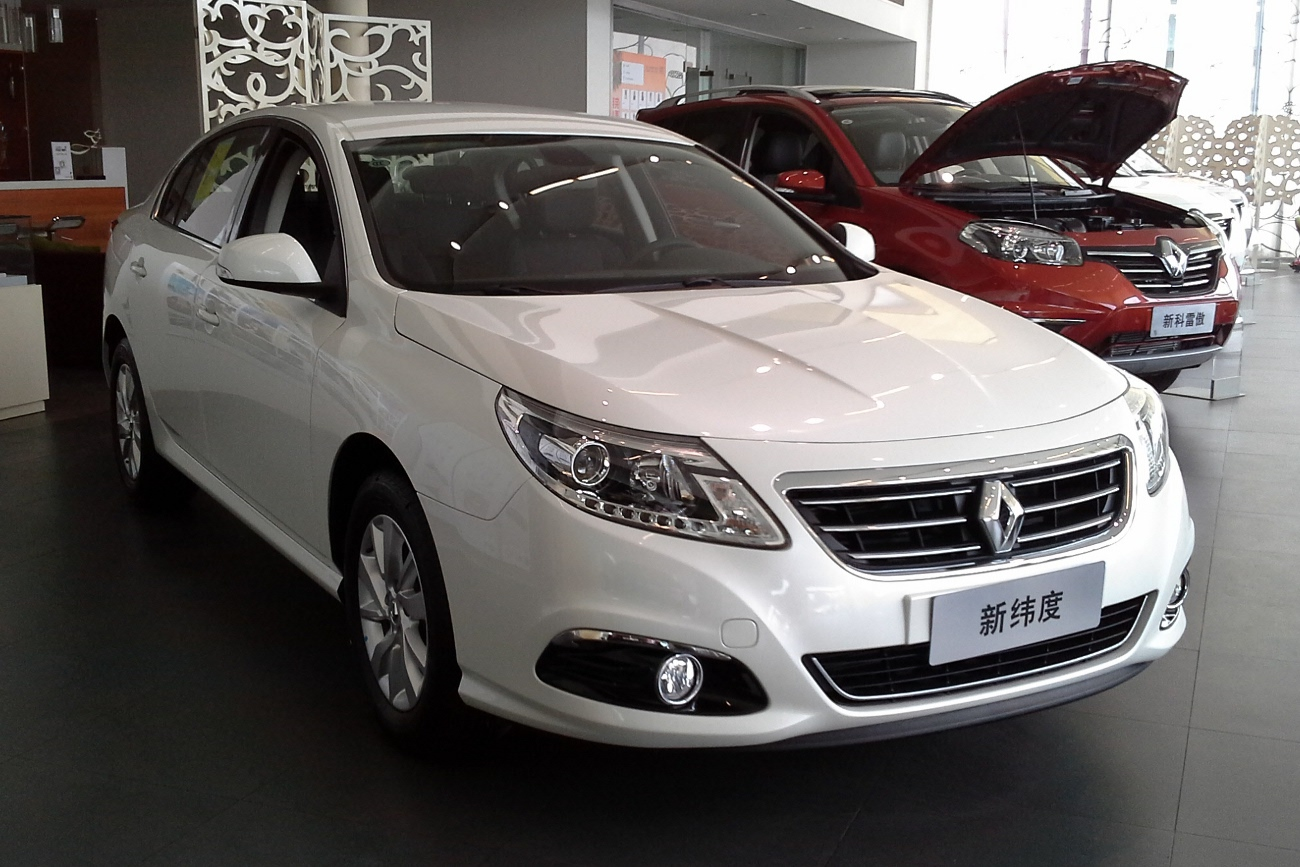
رنو لتیتیود فاز دو